# Monagas
Monagas is een van de 23 deelstaten van Venezuela. Het heeft een oppervlakte van 28.900 km² en kent 905.443 inwoners (2011). De hoofdstad van de deelstaat is de stad Maturín.

## Gemeenten
Monagas bestaat uit dertien gemeenten:
| Nr. | Gemeente        | Inwoners | Hoofdplaats           | Inwoners |
| --- | --------------- | -------- | --------------------- | -------- |
| 1   | Acosta          | 21.506   | San Antonio           | -        |
| 2   | Aguasay         | 15.926   | Aguasay               | 15.926   |
| 3   | Bolívar         | 54.777   | Caripito              | 54.777   |
| 4   | Caripe          | 51.353   | Caripe                | -        |
| 5   | Cedeño          | 40.247   | Caicara de Maturín    | 20.000   |
| 6   | Ezequiel Zamora | 77.528   | Punta de Mata         | 77.528   |
| 7   | Libertador      | 61.450   | Temblador             | 61.450   |
| 8   | Maturín         | 521.955  | Maturín               | -        |
| 9   | Piar            | 54.719   | Aragua                | -        |
| 10  | Punceres        | 33.796   | Quiriquire            | 28.069   |
| 11  | Santa Bárbara   | 13.662   | Santa Bárbara         | 12.071   |
| 12  | Sotillo         | 29.477   | Barrancas del Orinoco | 28.900   |
| 13  | Uracoa          | 12.310   | Uracoa                | 12.310   |

| Detailkaart                                                                         |
| ----------------------------------------------------------------------------------- |
| Golf van Paria Anzoátegui Bolívar Delta Amacuro Sucre 1 2 3 4 5 6 7 8 9 10 11 12 13 |
| Gemeenten                                                                           |